# Дністер (готель, Івано-Франківськ)
«Дністер»— готель та історична пам'ятка національного значення у центрі Івано-Франківська. Розташований поблизу історичної частини міста, на розі вулиць Січових Стрільців, 12 та Тараса Шевченка, 1.
Назви змінювалися відповідно до часу, спочатку кам'яниця звалася «Австрія», від 1919 до 1939 («за Польщі») готель мав іншу назву— «Варшава», після 1944 року — «Спартак», а вже з 1960 — «Дністер». У часи ЗУНР готель отримав нову назву — «Одеса».
У цій будівлі 3 січня 1919 року під час засідання Української Національної Ради ЗУНР був схвалений історичний Універсал про Злуку з Українською Народною республікою (УНР). Тут проживали президент Ради Євген Петрушевич, голова Державного секретаріату Сидір Голубович, а також зупинялись Михайло Грушевський, Симон Петлюра, Володимир Винниченко, Євген Чикаленко.

## Опис
Будинок готелю «Австрія» побудовано за проєктом архітектора Фредерика Януша та відкрито 1 травня 1914. На той час це був один із найкращих готелів у місті. В будинку розмістилися готель, ресторан, кінотеатр, крамниця та було упорядковано житлові квартири. Розподіл будівлі на дві частини — готельну і житлову, — був фірмовим стилем творця, проте сама будівля складала єдине ціле. За архітектурно-пластичним вирішенням будинок належав до раціоналістичної течії пізнього модерну.
Кам'яниця «Австрія» перша в місті з бетонним каркасом: її скелет відлили з бетону цілком, колони тягнуться знизу до верху. Споруда має вмонтовані у пілястри ринви, приховані підйомники для подачі вантажу вгору та рольганги для подачі вантажу вниз і два парадні фасади. В основі одного з них — довжелезна аркада з 16 колон, єдина в місті прохідна наскрізь, що ніби грала роль «пішої направляючої», урочистого входу на імпозантну вулицю Липову. Колони в перерізі прямокутні з фасками, умисно не декоровані. Бо своєю скупістю утворюють архітектуру великих форм: ефектність досягається повторюваністю, ритмом, серійністю, протяжністю, співпрацею світла і граней.
Ось як описує архітектурну привабливість споруди підриємець та письменник Ростислав Шпук: 
|  | У її "передвоєнному" фасаді відчутний військовий шик строгої аксельбантності, це будинок-генерал: вертикальні смуги пілястрів кольору стриманої непоказної крові недаремно схожі на лампаси вищої парадної форми. Але найцікавішим є "поєднання Чикаго з Віднем" з її стрімкістю вгору і "чиказькими вікнами" — призматичними трапецієподібними еркерами, всі грані яких засклені для більшої проникності світла. І раптом поряд з цією тривожною організованістю на фасаді — кобальтово-кольорові майолікові глазуровані медальйони, що повертають глядача до віденської музичної легковажності. |

## Будівля
Землю під будівництво разом із старим двоповерховим будинком придбала на початку 1912 року греко-католицька капітула.
Проєктування великого прибуткового дому доручили архітектору Фредерикові Янушу.
Будівля споруджена восени 1913. Першим орендарем кам'яниці, якій дали назву «Австрія», був П. Біль зі Львова. Тут відкрили готель, ресторан, крамницю та кінотеатр — третій по рахунку в місті. Всі перераховані заклади мали, як і кам'яниця, назву «Австрія».
Після польської окупації Галичини кам'яницю разом з усіма закладами перейменували на «Варшава». При цьому будинок залишився у власності греко-католицької капітули. Її викупив за 5 млн злотих багатий українець, лікар Б. Овчарський зі Львова. У 1935 він продав будинок релігійній інституції, підпорядкованій капітулі («Товариство непорочного зачаття Діви Марії»).
Будівля готелю розташовується за двома адресами:
- вул. Січових Стрільців, 12. Північна частина будинку, одним із фасадів виходить на вул. Січових Стрільців, де й розміщений готель.
У часи ЗУНР тут мешкав президент — доктор Євген Петрушевич. У лютому-березні 1919 р. в готелі зупинялись перші особи УНР: Михайло Грушевський, Симон Петлюра, Володимир Винниченко.
- вул. Шевченка, 1. Південна частина будинку, фасадами виходить на вул. Шевченка, де нині розташовується Центральний народний Дім. У цій частині будівлі в колишньому залі кінотеатру, 2 січня 1919 року відбулося перше засідання Української Національної Ради ЗУНР (на той час Станиславів був тимчасовою столицею ЗУНР), а 3 січня схвалено історичний Акт Злуки із Українською Народною Республікою.

Тут також працювали: Лев Бачинський — віце-президент Національної Ради ЗУНР (до цього: комісар Станиславівського повіту), Кость Левицький — голова Державного секретаріату ЗУНР, Дмитро Вітовський — Державний секретар Військових Справ ЗУНР.
У 1940 році в будинку розташувалася новостворена філармонія, працював Державний академічний Гуцульський ансамбль пісні і танцю, видатні актори та митці Ярослав Барнич, Дмитро Котко, Михайло Гринишин, Михайло Магдій, Володимир Пащенко.
Починаючи з 1993 року частина будівлі, де розташований готель, спочатку надавалася в оренду, а з 2004 року знаходиться у власності родини Бойко-Лєвшакової.

## Цікаві факти

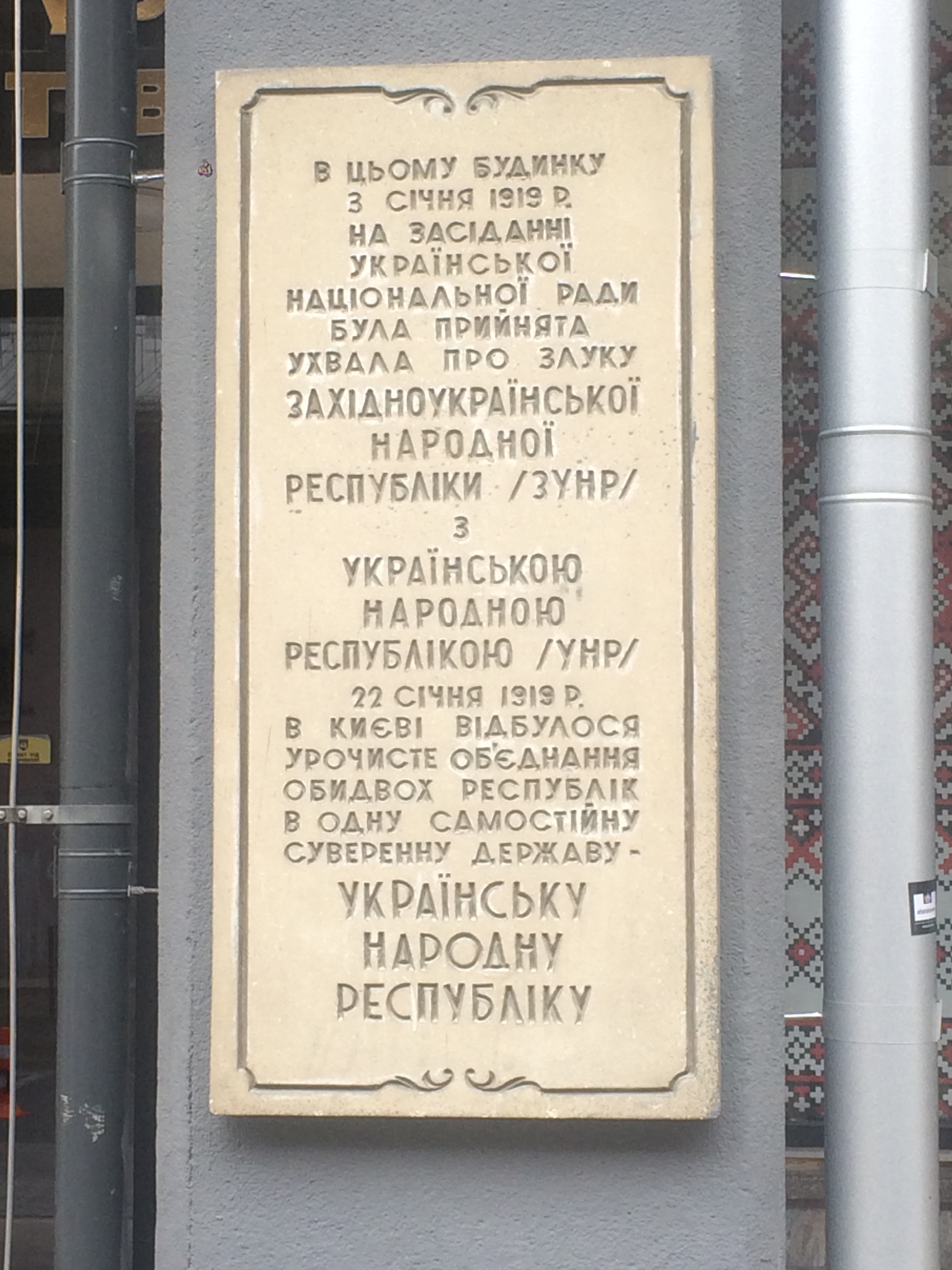
Меморіальна таблиця Злуки

- На місці будівлі готелю, наприкінці XIX ст. — на початку XX ст., стояв давній двоповерховий готель «Центральний».
- 3 січня 1919 тут підписали Акт Злуки між Українською Народною Республікою (УНР) та Західно-українською Народною Республікою (ЗУНР).
- У 1920 тут також діяло видавництво «Бистриця», яке видало в серіях «Дитячі читанки», «Бібліотека для української молодіжі», ілюстровані казки, оповідання, коротку історію України та інше.
- Живий ланцюг розпочинався від дверей цього будинку. 21 січня 1990 майже три мільйони людей взялися за руки, з'єднавши Івано-Франківськ, Львів та Київ у день 71-річниці Злуки УНР і ЗУНР.
- Одна з перших споруд у місті, яка зведена каркасно-монолітним способом.
- Будинок мав статус пам'ятки містобудування та архітектури місцевого значення (охоронний номер 354-ІФ).

## Скандал
У 2015 році власники споруди уклали охоронний договір на об'єкт культурної спадщини готель «Дністер» з Сектором з питань охорони культурної спадщини в особі очільника Сектору Давидюка Андрія Зіновійовича.
З початком ремонтних робіт, які розпочались в 2016 році, в місті вибухнув скандал який був пов'язаний з порушенням ведення реставраційних робіт, у результаті яких було суттєво змінено зовнішній вигляд споруди (пофарбування, столярні елементи, покрівля), конструктивні дахові елементи та надбудовано додаткові поверхи.
У квітні 2017 власниця готелю, Надія Лєвшакова, отримує Акт огляду технічного стану будівлі з висновками експерта для початку ремонтних робіт. Висновок експерта (в особі експерта Босика Л.В.) рекомендує: «терміновий капітальний ремонт з умовою влаштування міжповерхового з 3-го по 5-й поверхи і 6-го мансардного перекриття, вежі з годинником, перегородок і даху». А також «при подальшій експлуатації будинку дотримуватись вимог Постанови Кабінету Міністрів України № 409 від 05.05.1997». Ці вимоги стосувалися «виробничих та складських будівель та споруд різного призначення», правила яких не поширюються «на будівлі (споруди), обстеження яких регламентується тодішніми ДБН на будівлі (споруди), експлуатація яких регламентується галузевими органами державного нагляду». У випадку з готелем «Дністер» — експлуатація регламентується «ДСТУ-Н Б В.3.2.-4:2016» та Сектором з питань охорони культурної спадщини.
Наприкінці 2017 року власників споруди було оштрафовано Держархбудінспекцією за проведення робіт без відповідних документів.
Навесні 2021 року повторно вибухнув скандал довкола заскління критої галереї, що знаходиться під спорудою. Згідно оприлюднених фото простір між колонами було обмежено скляними вітринами. У зв'язку з цим жителі будинку разом із містянами декілька раз організовували мітинги на захист громадського простору. На захист жителів та громадського простору стали багато відомих людей: Юліан Чаплінський, Ірена Карпа, Ірма Вітовська, Карл Волох, Юрій Андрухович та багато інших.

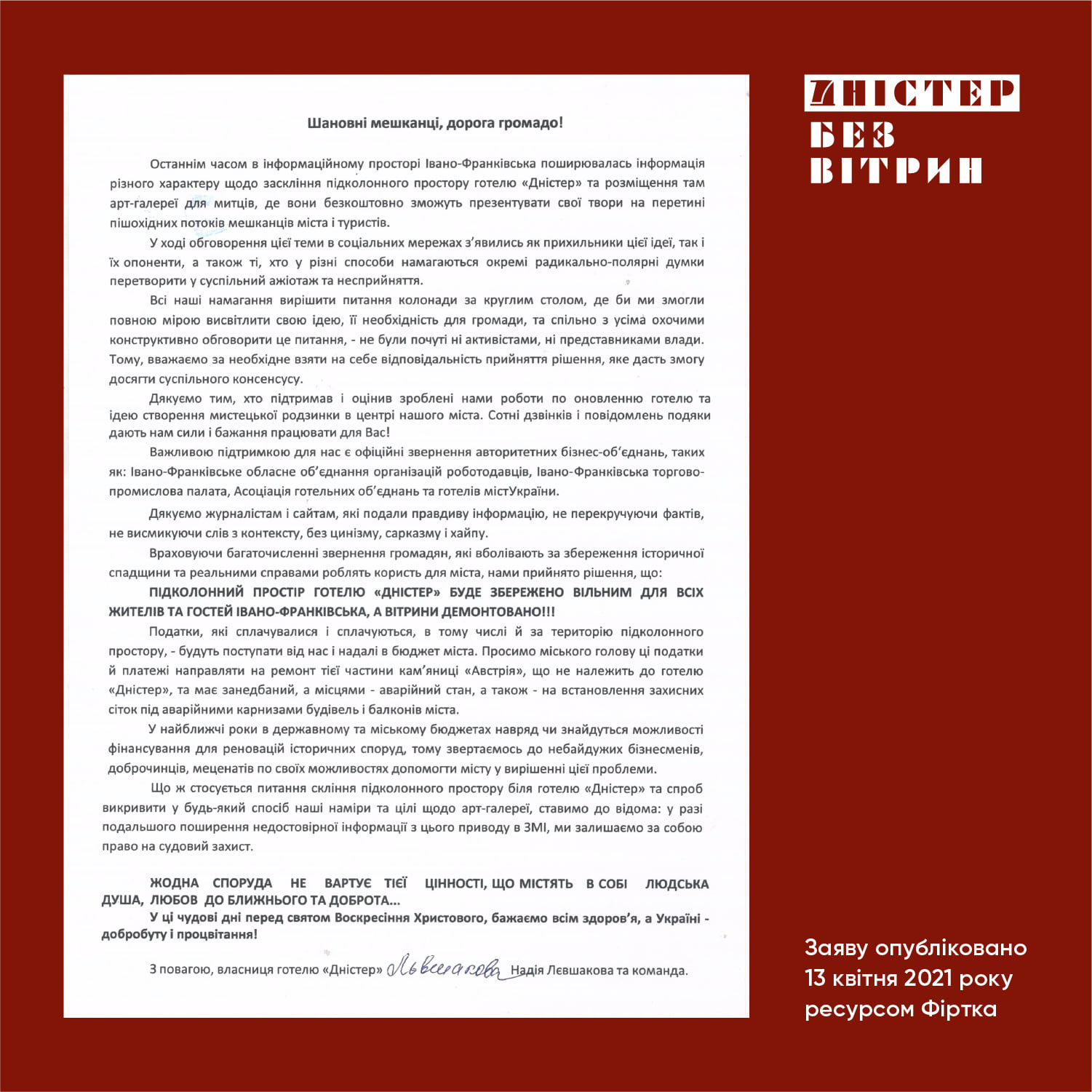
Власниця готелю «Дністер» Надія Лєвшакова заявила, що ухвалила рішення щодо ситуації з підколонним простором готелю, навколо якого вже не один тиждень тривають суперечки.

13 квітня 2021 року Надія Лєвшакова опублікувала заяву в якій пообіцяла демонтувати склопакети на колонаді та звільнити доступ до підколонного простору.
Станом на травень 2023 року прохід під готелем не було звільнено від склопакетів.
Бойко-Лєвшакова замість провести її реставрацію, провели реконструкцію (перебудову) пам'ятки архітектури.
Інші зміни у будівлі:
1. Добудували 3 поверхи на одній частині будинку;
2. Було змінено матеріал покриття даху;
3. Було змінено колір фасаду та конфігурацію вікон;
4. Засклено територію колонади, яка є громадським простором;
5. Змінено функціональне призначення частини будівлі;
6. Порушено функціонування комунікацій інфраструктури будівлі, зокрема водовідведення та газопостачання;
7. Зруйновано покрівлю для житлової частини будинку.

Власники Бойко-Лєвшакової не понесли кримінальної відповідальності за свої дії. Натомість звинувачують волонтерів у наклепах та нездатності відновити будівлю.

## Громадська організація «Кам'яниця Австрія»
У 2020 році небайдужі мешканці будинку, розташованого у другій половині готелю «Дністер» та небайдужі містяни, з метою захисту та збереження пам'ятки, створили громадську організацію «Кам'яниця Австрія». Місія організації — захистити будівлю готелю «Дністер», та зберегти пам'ятку.
Організація працює у таких напрямках:
- Просвітницька та освітня діяльність;
- Робота з владою та урядовими структурами;
- Акції по приверненню уваги громадськості по руйнуванню готелю «Дністер»;
- Робота з міжнародними організаціями;
- Реставрація та збереження житлової частини будинку.

### Медіа про діяльність організації
- Активісти вимагатимуть повернення готелю Дністер у власність громади міста Івано Франківська [Архівовано 25 січня 2022 у Wayback Machine.]
- В Івано-Франківську протестують проти перебудови історичного готелю Дністер [Архівовано 23 січня 2022 у Wayback Machine.]
- Історичний готель «Дністер» у Франківську: хто і навіщо нищить легендарну споруду? [Архівовано 23 січня 2022 у Wayback Machine.]
- До Дня Соборності у Франківську люди утворили «живий ланцюг» від готелю «Дністер» до «Києва» [Архівовано 23 січня 2022 у Wayback Machine.]
- Кількасот франківців сформували символічний ланцюг єдності від «Дністра» до «Києва» [Архівовано 23 січня 2022 у Wayback Machine.]
- Муніципали зрізають огорожу на стоянці біля готелю «Дністер» — представники власників спробували перешкоджати [Архівовано 23 січня 2022 у Wayback Machine.]
- Привернути увагу до колонади. У Франківську влаштували прибирання біля готелю «Дністер» [Архівовано 23 січня 2022 у Wayback Machine.]
- Франківці створили живий ланцюг єдності заради порятунку готелю «Дністер» (ФОТО) [Архівовано 23 січня 2022 у Wayback Machine.]
- Чистий четвер для готельєра [Архівовано 23 січня 2022 у Wayback Machine.]